# 蟲草花
蟲草花（学名：Cordyceps militaris），又稱北虫草、蛹蟲草、黃金草，是一種寄生於昆蟲的真菌，通常寄生於鱗翅目幼蟲體內生長，但也可以人工培養在穀物上。是蟲草菌屬的模式物種，也是一種食用蕈。有時被誤認為冬蟲夏草，後者也曾經歸在蟲草菌屬。雖然名稱相似，但是蟲草花並非冬蟲夏草的花朵，蟲草花沒有菌絲體，兩者是不同的品種，蟲草花的價格低廉得多，因為價廉，性質平和，不寒不燥，可作為日常鎹菜及調補湯水的食材。

## 形態
子實體棒狀，高 20~50 mm，從地底下被寄生的蟲蛹中長出。表面橙紅色、有孔洞，內部淺橙至白色。子實體表面覆蓋子座（Stroma），子座內有子囊殼（Perithecia）。孢子光滑、透明、長絲狀、常具隔膜。子囊長圓柱形。

## 生態
長在稻米上，北半球廣泛分佈。在歐洲，子實體出現於 8~11 月。

## 使用

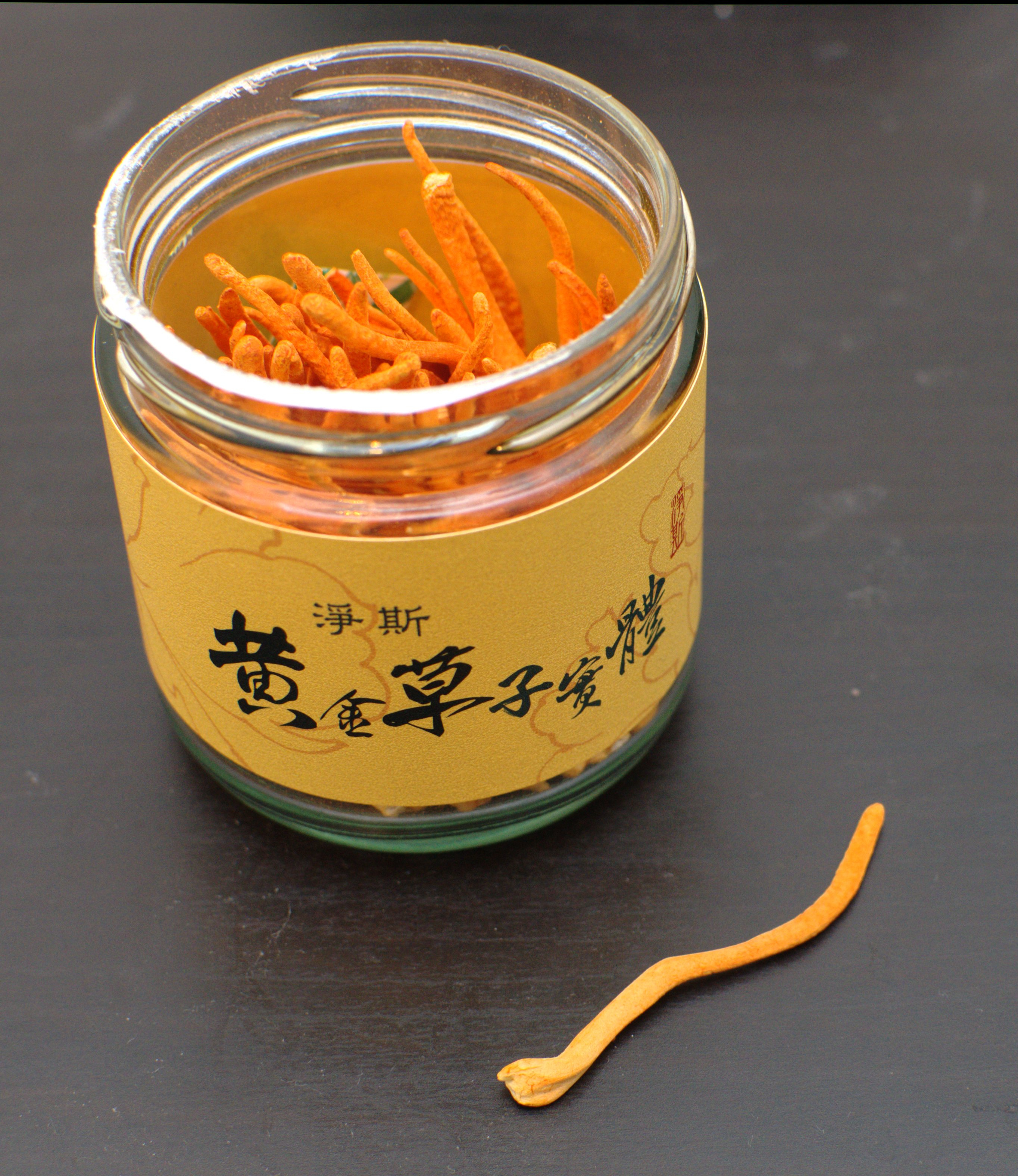
一罐乾燥的黃金草子實體。

虫草花可以多种介质中培养，如蚕蛹、大米、培养液等。在中国、越南、台湾、印尼有种植。在中国属于新资源食品，使用限制较少。
虫草花的子实体为金黄色，一般干燥后出售。这一部分的口味类似蘑菇，一般用来煮汤。北美来源认为此物“不可食”或者“可能可食”。

## 成分
蝉蛹虫草花的虫草素含量比天然虫草花中的高。冬虫夏草则是完全没有虫草素。